# حلوای ژرفزی
حلوای ژرفزی (نام علمی: Embassichthys bathybius) نام یک گونه از تیره کفشک‌ماهیان راست‌روی است.